# Giorgi Szengelia
Giorgi Szengelia, gruz. გიორგი შენგელია, ros. Георгий Шенгелия, Gieorgij Szengielija (ur. w 1955 w Batumi, Gruzińska SRR) – gruziński piłkarz, trener piłkarski. Posiada obywatelstwo amerykańskie.

## Kariera piłkarska
Rozpoczął karierę piłkarską w Dinamo Batumi.

## Kariera trenerska
Po zakończeniu kariery piłkarza rozpoczął pracę szkoleniowca. Najpierw pomagał trenować kluby Zoria Ługańsk, Temp Szepetówka i Szachtar Donieck. W 1994 wyjechał na stałe do USA, gdzie założył własną szkole piłkarską. W styczniu 2006 stał na czele Weresu Równe. Jednak 8 kwietnia 2006 w pierwszym meczu rundy wiosennej Weresem kierował Serhij Staszko.